# Front d'Esquerra Nacionalista
Front d'Esquerra Nacionalista (Frente de Izquierda Nacionalista) (en siglas FEN) fue un grupo político español de ámbito valenciano surgido a principios de 1980, como consecuencia de la fusión de colectivos Maulets de la comarca de la Huerta de Valencia y de Onteniente, y las coaliciones locales de Esquerra Independiente de Castelló (EIC), Agrupación de Socialistas Independientes de Játiva (ASI), Unidad Popular Independiente de Vinaroz (UPI), Esquerra Unida de Gandia (EUG) e Independientes de Esquerra de Vilafranca dels Ports, con representación institucional a los ayuntamientos respectivos con otros grupos y personas independientes. Se disolvió en 1981 en Esquerra Unida del País Valenciano.

## Esquerra Unida de Gandia
Esquerra Unida de Gandia (EUG) fue un partido local fundado en 1979 y que se disolvió en 1983. Obtuvo dos regidores a las elecciones locales de 1979, Francesc Candela y Escrivà y Cebrià Molinero. En 1980 fue uno de los partidos integrantes del Frente de Esquerra Nacionalista (FEN), que a su vez fue disuelto en 1981 al integrarse en Esquerra Unida del País Valenciano.